# RTF to HTML convertor
Преводилац формата RTF у HTML (енгл. RTF to HTML convertor) је програм који преводи датотеке у формату RTF (у кодном распореду „Windows-1250“) у HTML формат (у кодном распореду „ISO-8859-2“).
Аутор програма је Мартин Мевалд (енгл. Martin Mevald), а објављен је под ГНУ-овом општом јавном лиценцом.